# 상처받은 사람들을 위해
《상처받은 사람들을 위해》는 김민종의 8집 앨범이다. 2003년 6월 10일 유니버설뮤직코리아에서 발매된 이 앨범은 총 15 곡으로 구성이 되었다. 1996년 ‘귀천도애'를 작곡한 서영진이 7년만에 프로듀싱한 이번 앨범에서는 조규만, 김도형, 김현철 등 유명하고 재능 있는 여러 작곡자들이 참여하였고 김민종이 직접 작사한 곡들이 다수를 이루었다.

## 수록곡
| #            | 제목                     | 작사           | 작곡           | 편곡         | 재생 시간 |
| ------------ | ------------------------ | -------------- | -------------- | ------------ | --------- |
| 1.           | 〈나를〉 (title)         | 김민종         | 조규만         | 조규만       | 5:17      |
| 2.           | 〈바보처럼〉             | 김민종         | 김도형         | 서영진       | 4:32      |
| 3.           | 〈해변의 그대〉 (후속곡) | 김민종         | 황세준         | 황세준       | 3:52      |
| 4.           | 〈Bye Bye Bye〉          | 김현철         | 김현철         | 김현철       | 4:19      |
| 5.           | 〈Tonight〉              | 김민종         | 김민종         | 유정연       | 3:41      |
| 6.           | 〈부탁〉                 | 황성진         | 박성진         | 박성진       | 4:14      |
| 7.           | 〈햇살 속으로〉          | 심현보         | 박성진         | 박성진       | 3:41      |
| 8.           | 〈...하니〉              | 김민종         | 김도형         | 서영진       | 4:34      |
| 9.           | 〈봐봐!!〉               | 김민종, 황성진 | 서영진         | 서영진       | 3:52      |
| 10.          | 〈I don't worry〉        | 박지원         | 강현민, 박지원 | 박지원       | 4:00      |
| 11.          | 〈안부〉                 | 하해룡         | 서영진         | 서영진       | 4:08      |
| 12.          | 〈아름다운 세상〉        | 김민종         | 서영진         | 서영진       | 3:55      |
| 13.          | 〈Endless love〉         | 김민종         | 서영진         | 서영진       | 3:49      |
| 14.          | 〈또 다른 만남을 위해〉  | 지우           | 서영진         | 서영진       | 3:22      |
| 15.          | 〈길〉                   | 김민종, 김태훈 | 조규만         | 조규만       | 4:39      |
| 총 재생 시간 | 총 재생 시간             | 총 재생 시간   | 총 재생 시간   | 총 재생 시간 | 01:02:58  |